# 马洪山
马洪山（1918年—2010年），男，陕西延长人，中华人民共和国军事人物，中国人民解放军少将，曾任陕西省军区顾问。